# Domenico Alberto Azuni
Domenico Alberto Azuni (Sassari, 5 agosto 1749 – Cagliari, 23 gennaio 1827) è stato un giurista e magistrato italiano del Regno di Sardegna e del Primo Impero francese.

## Biografia

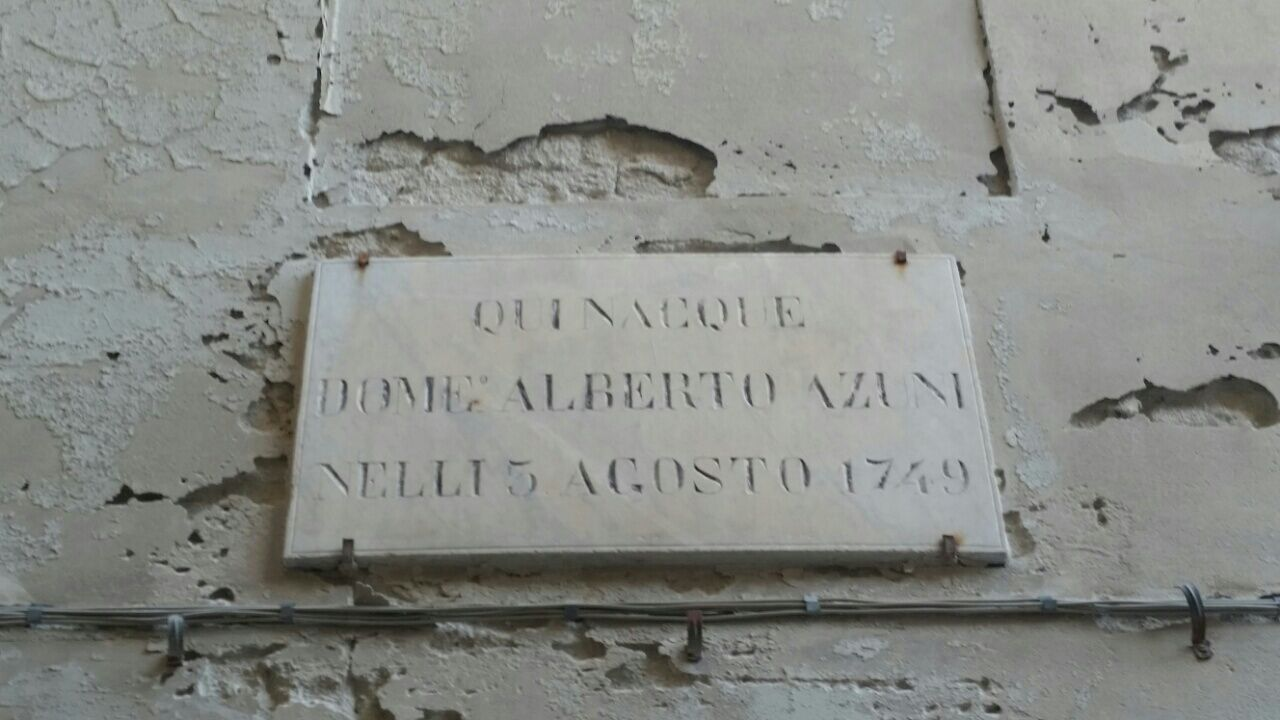
Targa nella casa natale di Azuni

Nacque nel 1749 a Sassari da famiglia medio borghese, nella casa all'angolo tra Via al Duomo e Via Gioacchino Mundula. Suo padre era farmacista. Il 29 gennaio 1772 si laureò in giurisprudenza nell'Università di Sassari. Esercitò l'avvocatura dapprima a Sassari e dal 1774 a Torino, dove esercitò fino al 1777 fino a quando non assunse la carica di funzionario dell'ufficio generale delle Finanze, fino a raggiungere, nel 1780 il grado di vice intendente generale a Nizza.
Nella stessa città nel 1782 fu elevato alla carica di giudice del Consolato di commercio di Nizza e poté approfondire gli studi di giurisprudenza riguardanti le norme del commercio marittimo internazionale. 
Fra il 1786 ed il 1788 pubblicò in quattro tomi il Dizionario universale ragionato di giurisprudenza mercantile. Per questo motivo nel 1789 il re di Sardegna Vittorio Amedeo III lo nominò senatore e nel 1791 lo incaricò di predisporre il codice della marina mercantile del Regno di Sardegna. Il progetto non si attuò per l'occupazione di Nizza da parte dei francesi nel 1792 e Azuni si rifugiò a Torino.
Il 29 giugno 1795 divenne socio dell'Accademia delle scienze di Torino.
Accusato di giacobinismo, per cui gli furono confiscati i beni, fu costretto a trasferirsi a Firenze, Trieste, Venezia e altre città.
Durante questi anni di esilio aveva lavorato al Sistema universale dei principi del diritto marittimo d'Europa che pubblicò in due tomi fra il 1795/76 a Firenze e, nel 1798, con una lettera dell'avvocato napoletano Bartolomeo Pagano a Ignazio Ferrante, allora consigliere del Supremo Magistrato di Commercio, gli fu mossa un'infondata accusa di plagio dell'opera di Michele de Jorio per incarico di Ferdinando IV.
Tuttavia l'opera fu molto apprezzata e Azuni riscosse tanta fama fino a ottenere da parte di Napoleone l'incarico di partecipare alla stesura del Code de commerce, che fu adottato nel 1807.
Ottenuta la cittadinanza francese, andò a vivere a Parigi.

Dizionario della giurisprudenza mercantile, 1786 (Fondazione Mansutti,Milano).

Tra il 1799 e il 1802 diede alle stampe il libro Essai sur l'histoire géographique, politique et naturelle du royaume de Sardaigne.
Il 4 giugno 1807 fu nominato presidente del Tribunale di appello di Genova, dove rimase fino al 1814, anno dell'occupazione inglese di Genova. 
Nel 1818 fu richiamato in Sardegna da Vittorio Emanuele I che lo nominò giudice del Consolato di Cagliari e direttore della biblioteca dell'Università di Cagliari. Azuni morì nel 1827 a Cagliari e fu sepolto nella Basilica di Bonaria.
A Sassari gli è dedicata una centralissima piazza, ove è stato collocato il suo monumento, ed un Liceo classico, Cagliari gli ha dedicato una via e l'Istituto Professionale di Stato per i servizi commerciali, turistici, mentre Roma gli ha dedicato l'omonima via tra Piazza della Marina e Ponte Matteotti.

## Opere

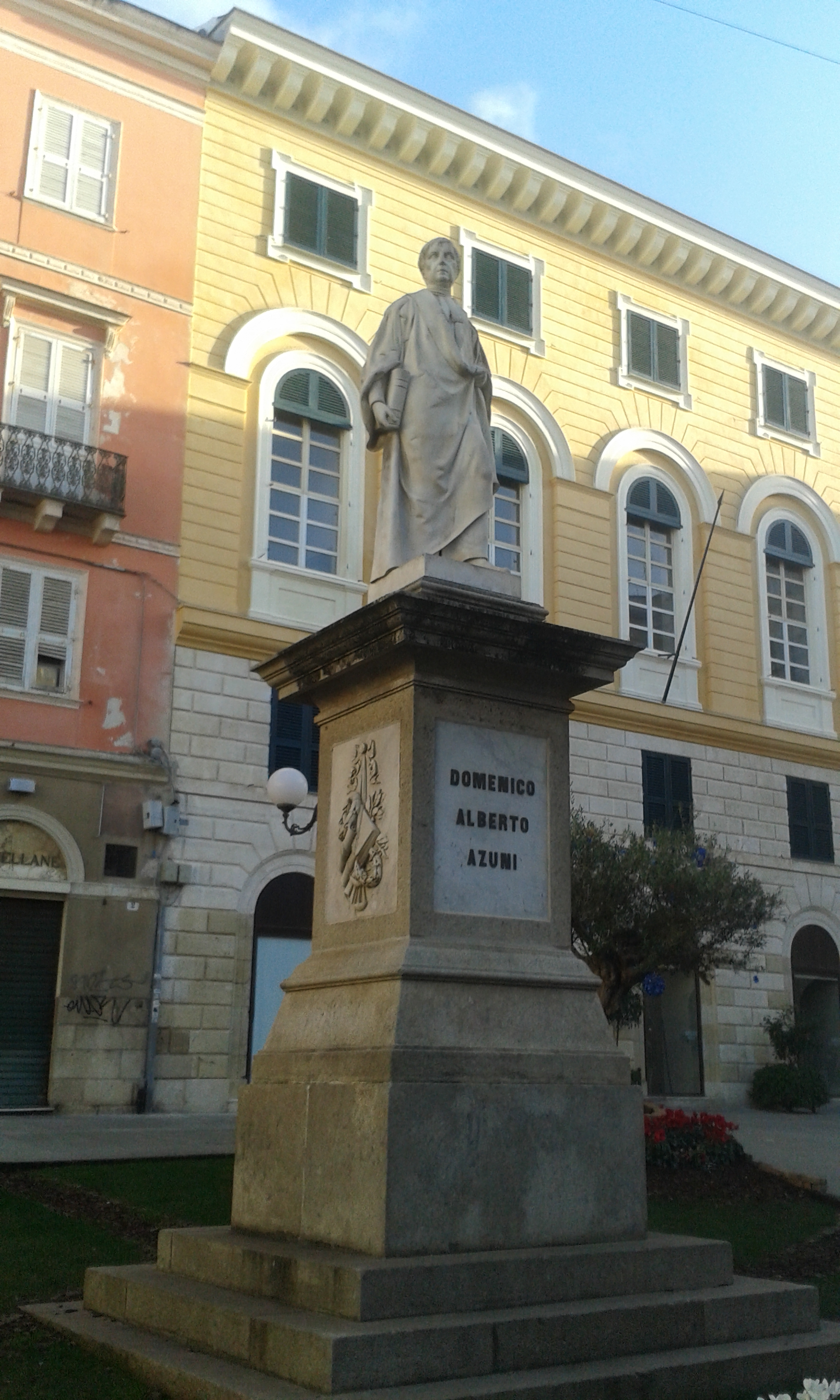
Scultura di Carlo Rubatto rappresentante Azuni nell'omonima piazza

### In italiano
- Dizionario universale ragionato della giurisprudenza mercantile, IV tomi, Nizza, Società Tipografica, 1788.
- Dissertazione sull'origine della bussola nautica letta alla Reale Accademia fiorentina..., Firenze, F. Stecchi, 1795.
- Sistema universale dei principi del dritto marittimo dell’Europa, Firenze, Granducale, 1795-1796 (successive edizioni Trieste, 1796 e 1797, e New York, 1806. Traduzioni francesi Parigi, 1797, 1801 e 1805, con il titolo Droit maritime de l'Europeperfetto dei negoziati, Trieste, 1797.
- Osservazioni polemiche, Genova, 1816.
- Della pubblica amministrazione sanitaria in tempo di peste colle leggi proprie…, Cagliari, Stamperia Reale, 1820.
- Intorno alla pirateria; Sullo stato naturale dell'uomo, a cura di S. Cocco Solinas, Sassari, G. Dessì, 1892.
- Saggio sulla storia geografica, politica e naturale del Regno di Sardegna, "La regione", Vol. 1, Cagliari, 30/9/1922.
- Saggio sulla libertà di stampa, "La regione", Vol. 2, Cagliari, 28/02/1925.
- Storia geografica politica e naturale della Sardegna, Sassari, Società Sardamare, 1950.
- Elogio della pace, (a cura di A. Delogu), Cagliari, 1994.
- Discorso sui pericoli della libertà di stampa: versione francese e italiana, (a cura di A. Crisci),Sassari, 1998

### In francese
- (FR)  Essai sur l'Histoire géographique, politique et naturelle du Royaume de Sardaigne, Paris, Leroux, 1799-1800.
- (FR)  Système universel des principes du droit maritime de l'Europe, ou Tableau versitòet raisonné…, Paris, J. C. Poncelin, 1801-1802.
- (FR)  Consultation pour le M. le marq. d'Yrauda, Paris, 1801.
- (FR)  Histoire géographique, politique et naturelle de Sardaigne, Paris, Levrault frères, 1802.
- (FR)   Mémoire pour les coutiers de Marseille, Paris, 1803.
- (FR)  Notice sur les voyages maritimes de Pytheas de Marseille, Marseille, Imprimerie de la Société Typographique, 1803-1804.
- (FR)  Droit maritime de l'Europe par M. D. A. Azuni, Paris, Charles, 1805 e Riproduzione Anastatica, Torino, 1972.
- (FR)  Dissertation sur l'origine de la boussole, Paris, A. Renouard, 1805.
- (FR)  Appel au gouvernement des vexations exercées par le corsare français l'Aventurier contre des negocians liguriens, Gênes, 1806.
- Origine et progrés du droit et de la legislation maritime, Paris, A. Beraud, 1810.
- Mémoires pour servir à l'histoire des voyages maritimes des anciens navigateurs de Marseille, Gênes, H. Bonaudo, 1813.
- Recherches pour servir à l'histoire de la piraterie, avec un precis des moyens..., Genova, A. Ponthenier, 1816.
- Système universel des armaments en course et des corsaires en temps de guerre suivi d'un precis des moyens…, Gênes, H. Bonaudo, 1817.

## Titoli
- Nobiltà dell'Impero francese: Chevalier de l'Empire (19 giugno 1813).

## Onorificenze
- Legion d'onore: Chevalier de la Légion d'honneur (1813);
- Ordre de la Reunion: Chevalier de l'Ordre de la Réunion (1813);
- Membro dell'Accademia delle Scienze di Torino, dell'Accademia delle arti del disegno di Firenze, dell'Académie de Marseille, Accademia delle Scienze di Gottinga, Accademia Ligure di Scienze e Lettere di Genova, Accademia nazionale virgiliana di Mantova, Società geografica italiana[6].